# أنو ايمانويل
أنو ايمانويل (بالإنجليزية: Anu Emmanuel)‏ هي ممثلة هندية، ولدت في 28 مارس 1997 في شيكاغو في الولايات المتحدة.

## وصلات خارجية
- أنو ايمانويل على موقع IMDb (الإنجليزية)
- أنو ايمانويل على موقع قاعدة بيانات الفيلم (الإنجليزية)
- أنو ايمانويل على موقع كينوبويسك (الروسية)